# Хайнрих Нотхафт фон Вернберг
Хайнрих V Нотхафт фон Вернберг (на немски: Heinrich V Nothafft von Wernberg; „der Reiche“, „der Erwerber“; * ок. 1370; † 1440) е благородник от род Нотхафт, господар фон Вернберг в Бавария, рицар, кмет в Регенсбург, вицедоминус в Долна Бавария, ковчежник (tresorier) в Хенегау, Холандия и Зеландия.

## Произход и управление
Той е син на рицар Албрехт XIII Нотхафт фон Вернберг цу Нойеглофсхайм († 1380) и първата му съпруга Гута фон Еглофсхайм или втората му съпруга Хелена фон Ахдорф. След смъртта на баща му за опекуни са определени Конрад фон Паулсдорф цу Тенесберг и чичо му Ханс Нотхафт фон Вернберг.
През 1404 г. Хайнрих Нотхафт е най-главен хауптман на римския крал в Бавария. Хайнрих е зачитан от граф Албрехт от Холандия, Зеландия и Хенегау, и синът му херцог Йохан III от Щраубинг-Холандия, на които служи като ковчежник в Холандия и Зеландия.
В началото на 1408 г. Хайнрих Нотхафт е избран за кмет на град Регенсбург. След една година напуска и на 2 февруари 1409 г. херцог Йохан III от Щраубинг-Холандия го прави вицедом, заместник в тази баварска част в Щраубинг. Херцог Йохан III го взема при себе си в Холандия и го прави на 10 април 1418 г. ковчежник в Хенегау, Холандия и Зеландия. Заедно с осем съветника той ръководи управлението там, когато херцога отсъства. През 1419 г. Хайнрих Нотхафт последва господаря си в Люксембург, където херцог Йохан се жени с Елизабет от Гьорлиц. На 28 януари 1423 г. херцогът го прави свой щатхалтер в Херцогство Люксембург и Графство Шини. През юли 1424 г. херцогът му взема по неизвестни причини всичките служби. Херцог Йохан е отровен след половин година.
През 1436 г. Хайнрих Нотхафт е военачалник за херцог Хайнрих XVI Богатия от Бавария-Ландсхут, в конфликта му с първия му братовчед Лудвиг VII Брадатия от Бавария-Инголщат и херцог Албрехт III Благочестиви от Бавария-Мюнхен, за наследството на Херцогство Бавария-Щраубинг, след смъртта на херцог Йохан от Бавария-Щраубинг през 1425 г., който няма наследниик.
Хайнрих V Нотхафт фон Вернберг е подкрепян от Вителсбахите и увеличава собственостите на фамилията си. Той умира през 1440 г. и е погребан в „Кармелитската църква“ в Щраубинг.

## Фамилия
Първи брак: с Агнес фон Гумпенберг († 1421). Те имат децата:
- Хаймеран II Нотхафт фон Вернберг († сл. 1449/1454), женен I. за Пракседис фон Паулсторф, II. за Урсула Ройс фон Плауен, III, за Агнес фон Нусберг
- Хайнрих III/VI фон Нотхафт фон Вернберг (* 1400; † 1471, Щраубинг), женен I. за Маргарета фон Ортенберг, II. за Анастасия Хоферин фон Лобенщайн
- Албрехт XV Нотхафт-Вернберг (* ок. 1401; † 15 октомври 1468), женен I. за фон Гютенщайн, II. за Елза фон Ортенбург, III. пр. 3 октомври 1434 г. за Маргарета фон Абенсберг († 1465)
- Агнес Нотхафт, омъжена за Георг Тиригл фон Риглщайн-Гоцман
- Маргарета Нотхафт, омъжена за Конрад фон Гропенщайн
- Аргула Нотхафт, омъжена I. за Улрих фон Абеншперг, II. за Волф фон Пухберг, III. за Йоханес фон Нусберг

Втори брак: с Пракседис фон Паулсдорф († 1426). Бракът е бездетен.
Трети брак: с Анна Пухбергер, вдовица Екхер. Бракът е бездетен.